# Карлуш Мануел
Карлуш Мануел (порт. Carlos Manuel, нар. 15 січня 1958, Мойта) — португальський футболіст, що грав на позиції півзахисника. По завершенні ігрової кар'єри — тренер. Футболіст року в Португалії (1985).
Найвідоміший своїми виступами у «Бенфіці», за яку він зіграв у 318 офіційних матчах протягом восьми з половиною сезонів, забивши 58 голів і виграв низку національних трофеїв. Він також був провідною фігурою національної збірної Португалії 1980-х років, зігравши на чемпіонаті світу та Європи. Після закінчення ігрової кар'єри очолював ряд португальських клубів, крім того працював у Анголі та Ірані, а також з національної збірною Буркіна-Фасо.

## Клубна кар'єра
У дорослому футболі дебютував 1975 року виступами за команду «Фабріл», в якій провів три сезони, після цього у сезоні 1978/79 років захищав кольори «Баррейренсі».
Своєю грою за останню команду привернув увагу представників тренерського штабу клубу «Бенфіка», до складу якого приєднався 1979 року. Відіграв за лісабонський клуб наступні вісім сезонів з половиною своєї ігрової кар'єри. Більшість часу, проведеного у складі «Бенфіки», був основним гравцем команди і виграв з командою чотири титули чемпіона країни (1981, 1983, 1984, 1987), шість португальських кубків (1980, 1981, 1983, 1985, 1986, 1987) та два Суперкубка Португалії (1980, 1985). Крім цього Мануел з клубом виходив у фінал Кубка УЄФА 1983 року, де поступився бельгійському «Андерлехту».
На початку 1988 року Мануел перейшов у швейцарський «Сьйон», втім вже влітку повернувся у «Спортінг», де провів наступні два сезони.
У 1990—1992 роках виступав за «Боавішту», у складі якої в другому сезоні виграв свій останній трофей — Кубок Португалії. Завершив професійну ігрову кар'єру у клубі «Ешторіл Прая», за який виступав протягом 1992—1994 років.

## Виступи за збірну
26 березня 1980 року дебютував в офіційних іграх у складі національної збірної Португалії в матчі відбору на Євро-1980 проти Шотландії (1:4).
У складі збірної був учасником чемпіонату Європи 1984 року у Франції, на якому команда здобула бронзові нагороди, а Мануел зіграв три матчі. Через два роки він поїхав і на чемпіонат світу 1986 року у Мексиці, де зіграв в усіх трьох матчах групового етапу, але збірна не вийшла з групи. В результаті скандалу збірної на «мундіалі», після закінчення турніру змушений був завершити міжнародну кар'єру у віці 28 років.
Всього протягом кар'єри у національній команді, яка тривала 7 років, провів у формі головної команди країни 42 матчі, забивши 8 голів. Три з цих голів мали велике значення для турнірних результатів команди. Зокрема Мануел забив єдиний і переможний гол у грі проти Польщі (1:0) у Вроцлаві 28 жовтня 1983 року, який допоміг Португалії кваліфікуватись на Євро-1984, а єдиний гол Карлуша в матчі проти ФРН (1:0) 16 жовтня 1985 року вивів збірну на чемпіонат світу 1989 року, де в третьому матчі групового етапу з Англією (1:0) знову єдиний гол Мануела приніс мінімальну перемогу його команді, втім для виходу з групи цього виявилось недостатньо.

## Кар'єра тренера
Розпочав тренерську кар'єру, ще продовжуючи грати на полі, 1993 року, очоливши тренерський штаб клубу «Ешторіл Прая». В подальшому очолював ряд португальських клубів, зокрема «Спортінг» та «Брага», втім серйозних результатів не здобув.
2011 року відправився за кордон, де спочатку тренував ангольський «Примейру де Агошту». а потім у 2012—2014 роках очолював збірну Гвінеї-Бісау
Наразі останнім місцем тренерської роботи був іранський клуб «Санат Нафт», головним тренером команди якого Карлуш Мануел був з 2014 по 2015 рік.

## Титули і досягнення
- Чемпіон Португалії (4):

«Бенфіка»: 1980-1981, 1982-1983, 1983-1984, 1986-1987
- Володар Кубка Португалії (7):

«Бенфіка»: 1979-1980, 1980-1981, 1982-1983, 1984-1985, 1985-1986, 1986-1987
«Боавішта»: 1991-1992
- Володар Суперкубка Португалії (2):

«Бенфіка»: 1980, 1985

### Індивідуальні
- Футболіст року в Португалії: 1985